# Plumatella reticulata
Plumatella reticulata är en mossdjursart som beskrevs av Charles Thorold Wood 1988. Plumatella reticulata ingår i släktet Plumatella och familjen Plumatellidae. Inga underarter finns listade i Catalogue of Life.